# BatiBus
Als BatiBus bezeichnet man in der Gebäudeautomatisierung einen bestimmten Feldbus (industrielles Kommunikationssystem), der 1989 eingeführt wurde und seit den 2000er Jahren nicht mehr vermarktet wird. Sein Nachfolger ist KNX. 
Das System wurde vom BatiBus Club International (BCI) getragen, den das schweizerische Unternehmen Landis & Gyr und die französischen Unternehmen AIRELEC, Électricité de France und Merlin Gerin gegründet hatten. Vorwiegend in Frankreich, aber auch in anderen europäischen Ländern wurden insgesamt rund 500.000 BatiBus-Netzwerkknoten verbaut.
BatiBus kommuniziert über Doppeladerleitungen und beliebige Topologien, die in mehrere Segmente eingeteilt sein können. Jedes Segment verfügt über ein Netzteil, das zur Versorgung der Netzwerkknoten 15 Volt und bis zu 150 Milliampere einspeist. Jeder Knoten wird mit einer von 240 möglichen numerischen Adressen konfiguriert, unter der er erreichbar ist. Zusätzlich können 16 Gruppenadressen konfiguriert werden, unter denen alle Knoten einer Gruppe erreichbar sind. Die Knoten vermeiden Datenkollisionen mittels CSMA/CA und führen Datenflusskontrollen durch. Die maximale Datenübertragungsrate beträgt 4800 Bit/s. 